# Charakterystyka promieniowania anteny
Charakterystyka promieniowania – najważniejszy obok kąta połowy mocy, kierunkowości i zysku energetycznego parametr anteny.
Ukazuje w sposób graficzny na wykresie trójwymiarowym zdolność wypromieniowywania energii przez antenę w różnych kierunkach, definiowana jako rozkład pola EM na powierzchni kuli posiadającej bardzo duży promień, równy strefie promieniowania. Środek tej kuli znajduje się w tym samym miejscu co środek anteny. Dlatego też charakterystyka promieniowania nie zależy od oddalenia od anteny, tylko od kątów {\displaystyle \theta } i {\displaystyle \phi .}
Charakterystyką w płaszczyźnie {\displaystyle H} nazywamy charakterystykę w płaszczyźnie wektora {\displaystyle {\vec {H}},} czyli {\displaystyle xy} (zależy ona od {\displaystyle \phi }), natomiast charakterystyką w płaszczyźnie {\displaystyle E} nazywamy charakterystykę zdjętą w płaszczyźnie wektora {\displaystyle {\vec {E}}} zawierającej środek anteny (zależy ona od {\displaystyle \theta }).
Charakterystyka promieniowania odzwierciedla przede wszystkim amplitudę natężenia pola elektrycznego w [V/m].
Aby móc porównywać charakterystyki promieniowania anten, stosuje się unormowaną charakterystykę promieniowania definiowaną wzorem:
{\displaystyle F(\theta ,\phi )={\frac {E_{0}(\theta ,\phi )}{E_{0max}}}.}
Czasami można spotkać się z przedstawieniem charakterystyki promieniowania za pomocą powierzchniowej gęstości mocy definiowanej zależnością:
{\displaystyle P(\theta ,\phi )=|F(\theta ,\phi )|^{2}.}

## Listki charakterystyki promieniowania anteny

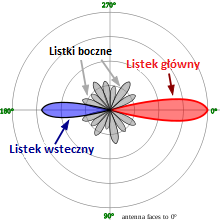
Charakterystyka anteny Uda-Yagi

W większości anten promieniowanie jej poszczególnych elementów powoduje interferencje pod różnymi kątami. Wynikiem tego jest zerowe promieniowanie na pewnych kierunkach, gdzie fale radiowe z różnych części nadchodzą w przeciwfazie, oraz maksima promieniowania na innych kierunkach, gdzie fale radiowe nadchodzą w fazie. Dlatego wykres promieniowania większości anten daje wzór maksimów, czyli tak zwanych listków (wiązek) pod różnymi kątami, rozdzielonych „zerami”, w których promieniowanie zbliża się do zera. Im większa jest antena w porównaniu do długości fali, tym więcej będzie miała listków. W antenie kierunkowej, gdzie celem jest skierowanie fal radiowych w jednym konkretnym kierunku, listek na tym kierunku jest większy niż inne i zwany jest wówczas listkiem głównym. Oś promieniowania maksymalnego, przechodząca przez środek listka głównego, jest zwana osią wiązki lub osią optyczną anteny. Inne listki, reprezentujące promieniowanie niepożądane w innych kierunkach są zwane listkami bocznymi. Listek boczny o kierunku przeciwnym (180°) do listka głównego jest zwany listkiem wstecznym.